# Maxi Herber
Maxi Herber (Monaco di Baviera, 8 ottobre 1920 – Garmisch-Partenkirchen, 20 ottobre 2006) è stata una pattinatrice artistica su ghiaccio tedesca.

## Palmarès
(individuale femminile)
| Evento              | 1933 | 1934 | 1935 | 1936 | 1937 | 1938 |
| ------------------- | ---- | ---- | ---- | ---- | ---- | ---- |
| Campionati mondiali |      | 7°   |      |      |      |      |
| Campionati europei  |      |      | 4°   | 7°   |      | 4°   |
| Campionati tedeschi | 1°   | 1*   | 1°   |      |      | 2°   |

(coppie con Ernst Baier)
| Evento                    | 1934 | 1935 | 1936 | 1937 | 1938 | 1939 | 1940 | 1941 |
| ------------------------- | ---- | ---- | ---- | ---- | ---- | ---- | ---- | ---- |
| Giochi olimpici invernali |      |      | 1°   |      |      |      |      |      |
| Campionati mondiali       | 3°   |      | 1°   | 1°   | 1°   | 1°   |      |      |
| Campionati europei        |      | 1°   | 1°   | 1°   | 1°   | 1°   |      |      |
| Campionati tedeschi       | 1°   | 1°   | 1°   |      | 1°   | 1°   | 1°   | 1°   |